# Kristoffer Hellstrand
Jan Urban Kristoffer Hellstrand, född 6 augusti 1956 i Annedal i Göteborg, är en svensk överläkare och professor i tumörimmunologi vid Göteborgs universitet. Han disputerade 1987 som medicine doktor, blev docent nästföljande år, utnämndes till professor 2003 och var vicedekanus vid Sahlgrenska akademin 2010-15. Han leder den forskargrupp som har utvecklat Ceplene, ett läkemedel vid akut myeloisk leukemi. Hans forskningsområde är immunologi, särskilt reglering av NK-celler. Hellstrand och medarbetare visade i mitten av 1980-talet hur NK-celler inaktiveras vid vissa former av cancer. Fyndet låg till grund för utvecklingen av Ceplene, som förbättrar NK-cellers förmåga att attackera cancerceller. Ceplene har godkänts för användning vid akut myeloisk leukemi inom Europeiska unionen. Han är son till universitetslektorn Åke och TV-presentatören Birgitta Hellstrand och morbror till Youtube-profilen Pewdiepie.
Kristoffer Hellstrand tilldelades 2025 Hilda och Alfred Erikssons pris från Kungliga Vetenskapsakademin.